# 蒙塔讷河
蒙塔讷河（法語：Montane，法語發音：[mɔ̃tan]）是法国新阿基坦大区科雷兹省的河流，是圣博内特河的右支流，长39.06千米，发源自圣伊里耶勒代雅拉，于拉盖讷和蒂勒之间流入圣博内特河。